# Raubkopie
Als Raubkopie, Schwarzkopie oder illegale Kopie wird eine urheberrechtswidrig vertriebene Kopie bezeichnet. Der Begriff wurde zunächst für Kopien von Schallplatte auf Kompaktkassette verwendet und erlangte mit dem Aufkommen von Computern größere Verbreitung, insbesondere für auf digitalen Datenträgern hergestellte digitale Medien wie Software, Musik, Bilder, Filme oder E-Books.

## Rechtliches

### Rechtslage in Deutschland
Im deutschen Urheberrechtsgesetz werden die Begriffe Raubkopie und Schwarzkopie nicht verwendet; stattdessen wird beschrieben, welche Rechte und Pflichten Urheber bei der Verwertung und Nutzer bei der Nutzung geschützter Werke haben. „Vervielfältigungen zum privaten und sonstigen eigenen Gebrauch“ von Werken, sogenannte Privatkopien, sind nach § 53 des Urheberrechtsgesetzes (Novelle vom 10. September 2003) unter bestimmten Voraussetzungen zulässig. Dabei darf jedoch keine offensichtlich rechtswidrig hergestellte oder öffentlich zugänglich gemachte Quelle verwendet werden (§ 53 Abs. 1 UrhG), so dass zum Beispiel Privatkopien aus Tauschbörsen nicht zulässig sind. Soweit der Berechtigte wegen eines effektiven Kopierschutzes keine Privatkopie fertigen kann, hat der Rechtsinhaber die notwendigen Mittel zur Verfügung zu stellen, um von der entsprechenden Bestimmung Gebrauch machen zu können (§ 95b Abs. 1 Nr. 6 UrhG). Einem BGH-Urteil von 1978 zufolge liegt bei Audiomedien die Grenze bei sieben Privatkopien. Die anzahlsmäßig achte Kopie ist demnach bereits eine illegale Kopie.
Ein Verstoß gegen das Urheberrecht stellt ein Vergehen im Sinne des Strafgesetzbuches dar und ist daher strafbar. Werden illegale Kopien von einer Person rein für deren privaten Gebrauch angefertigt, ist ein Urheberrechtsverstoß jedoch oft straffrei, weil die Tat nur auf Antrag verfolgt wird (§ 109 UrhG). Wirtschaftlich bedeutsamer als die Strafe sind jedoch die Rechtsfolgen wie Anspruch auf Unterlassung und Schadensersatz (§ 97 UrhG). Nimmt der Rechtsinhaber dabei eine anwaltliche Dienstleistung in Anspruch, kann er für die entsprechende Abmahnung zusätzlich Kostenersatz fordern. Ist der Abgemahnte eine Privatperson, beschränkt sich diese Forderung jedoch beim ersten Mal auf 155 Euro (Gebühr für 1000 Euro Gegenstandswert, § 97a Abs. 3 UrhG). In Österreich existiert diese Deckelung nicht (Stand: 2013).

### Rechtslage in der Schweiz
Die Regierung plant, Hosting-Provider in die Pflicht zu nehmen. Wer privat Filme oder Musik ohne Erlaubnis des Rechteinhabers herunterlädt, soll dagegen weiterhin nicht belangt werden können.

## Statistik
Die wirtschaftlichen Auswirkungen illegaler Kopien sind allgemein umstritten. Branchenberichten stehen verschiedene Studien mit zum Teil sehr gegensätzlichen Aussagen und Schlussfolgerungen gegenüber.

### Allgemein
Der Industrieverband Business Software Alliance (BSA) veröffentlicht einmal im Jahr die sogenannte Piracy Study, die die Verbreitung von illegalen Softwarekopien bestimmen soll und in den Medien oftmals zitiert wird. Auch die Film- und Musikindustrie (Contentindustrie) publiziert regelmäßig Berichte zu den durch Filesharing entstandenen Verlusten.
Nicht nur die Höhe der errechneten Schäden, auch die Berechnungsgrundlagen werden von diversen Kritikern allgemein angezweifelt und für überzogen gehalten. Aus einem Bericht der US-Regierung ging 2010 hervor, dass die behaupteten Verluste durch Filesharing stark übertrieben seien. Der US-amerikanische Rechnungshof verneinte zwar nicht erhebliche Auswirkungen negativer Natur, wies jedoch zugleich darauf hin, dass sich Schäden durch Piraterie nur schwer bemessen ließen. Das Government Accountability Office (GAO) zweifelte daher einige Erhebungen der Recording Industry Association of America (RIAA) an und empfahl den zuständigen Regierungsstellen, diese Zahlen nicht zu übernehmen.
Dass die Errechnung eines Verlusts durch fehlende Verkäufe einem Ratespiel gleicht, wird auch beim Berechnungsverfahren der Piracy Study bemängelt. Dabei wird der „durchschnittliche Softwarebedarf“ eines PCs festgelegt und auf alle PCs hochgerechnet. Die Differenz zwischen der verkauften Software und dem angenommenen Bedarf eines PCs müssten, so die Studie der BSA, Schwarzkopien sein. Kritiker führen an, dass hier freie und ältere Software nicht berücksichtigt werde. Wenn also ein Nutzer nicht jedes Jahr seinen gesamten Software-Bestand aktualisiert oder aber kostenlose Software verwendet, gehe dies in die Statistik als Nutzung illegaler Kopien ein (zum Vergleich: Im Jahr 2010 liefen rund 60 % aller weltweiten Webserver mit freier Software). Zudem werde bei der Schadensberechnung angenommen, dass jeder Nutzer, der eine Schwarzkopie erstellt, auch bereit gewesen wäre, das Geld für ein Original auszugeben, was (insbesondere bei teurer Software) unrealistisch erscheint.

Werbung gegen privates Kopieren von Musik auf Musikkassetten auf der Innenhülle einer 1983 in Großbritannien hergestellten Schallplatte im Zuge der Aktion Home Taping Is Killing Music

Kritisiert wird weiter, dass der „Softwarebedarf“ von wenigen Ländern auf 80 Länder hochgerechnet wird. Dabei könne nicht davon ausgegangen werden, dass der „Softwarebedarf“ in jedem Land in gleicher Höhe zu erwarten sei. 2004 wurde ein Schaden von 32,7 Milliarden US-Dollar angenommen. 2007 soll der Schaden auf 48 Milliarden US-Dollar angewachsen sein.
Eine grundlegende Kritik an der Hochrechnung der Schäden durch Raubkopien richtet sich gegen die Verwendung der gleichen Zählmethode wie bei materiellen Gütern. Dabei wird der Verkaufspreis mit der geschätzten Anzahl der illegalen Kopien multipliziert. Folglich wird als Schaden der entzogene Urheberrechtsgewinn gewertet, der sich als Produkt aus unverändertem Verkaufspreis (ohne Berücksichtigung erwartbarer Skaleneffekte) und angenommener verkaufter Stückzahl (bei postuliertem Wegfall von Schwarzkopien) ergibt. Dabei ist jedoch fraglich, ob für das Original stets bezahlt worden wäre, wenn die Möglichkeit zur Kopie nicht bestanden hätte (Sammleraspekt).
Andere Studien ergaben, dass zumindest der Volkswirtschaft durch entsprechende Downloads ein doppelt so hoher wirtschaftlicher Mehrwert erwächst, wie z. B. dem Musikbereich jährlich verlorengeht. Eine Untersuchung der deutschen Gesellschaft für Konsumforschung (GfK) kam zu dem Ergebnis, dass Nutzer des inzwischen geschlossenen illegalen Filmportals Kino.to mehr Geld für Kino und DVDs ausgaben als der Durchschnittsnutzer. Ebenfalls kam eine 2011 erstellte US-Studie zu dem Schluss, dass „Filesharer mehr Musik kaufen als Nicht-Filesharer“. Sogar eigene Studien der Contentindustrie zeigten zum Teil vergleichbare Effekte, so dass auch bei illegalen Angeboten eine Promotionwirkung anzunehmen ist. Branchenvertreter führten die Ergebnisse jedoch darauf zurück, dass diese Personenkreise generell ein größeres Interesse an Medienerzeugnissen hätten.
Eine Untersuchung über den Effekt von zeitnahen Veröffentlichungen von Kinofilmen bei BitTorrent kam zu dem Schluss, dass diese in den USA keine Auswirkung auf das “Box Office” (Umsatz beim Kartenverkauf) hat. Lediglich in Ländern, wo der Kinofilm erst Monate später in die Kinos kam, konnte ein Umsatzrückgang von 7 % nachgewiesen werden. Laut einer EU-Studie aus dem Jahre 2013 habe Online-Piraterie „keine negativen Auswirkungen auf den digitalen Absatz von Musik“. Signifikante Folgen für den Verkauf von physischen Tonträgern wurden dabei allerdings nicht berücksichtigt. 2014 kam eine unabhängige Studie zu dem Ergebnis, dass Piraterie Hollywood nutzt bzw. "die Kopiererei Hollywoods Umsätze sogar steigert".

### Deutschland
In Deutschland veröffentlicht der Bundesverband Musikindustrie (BVMI) in Kooperation mit der Gesellschaft für Konsumforschung (GfK) seit 2011 alljährlich die Studie zur Digitalen Content-Nutzung (DCN-Studie) zum Kauf-, Download- und Kopierverhalten der Bevölkerung. Zwischen 2001 und 2010 fanden jedes Jahr vergleichbare Erhebungen unter dem Titel Brennerstudie statt. In einer zehn Jahre umspannenden Zusammenfassung (2001–2011) wurde die Anzahl der illegalen Musikkopien mit etwa 7 Milliarden Musiktiteln angegeben (bei einem Spitzenwert von circa 900 Millionen Titeln im Jahre 2010). Der zugleich rückläufige Absatz von physischen Tonträgern habe in diesem Zeitraum zudem zu einer annähernden Halbierung der Umsätze geführt, womit auch die Zahl der Beschäftigten in der Branche um etwa ein Drittel gesunken sei. Allein der digitale Vertrieb wird als Wachstumsmarkt bezeichnet, der die Verluste im vergleichsweise immer noch wesentlich umsatzstärkeren Tonträgerbereich bislang jedoch nicht kompensiere.
Eine Metastudie vom Medienboard Berlin-Brandenburg zu den Auswirkungen digitaler Piraterie auf die regionale Medienwirtschaft errechnete im Juni 2012 jährliche Umsatzschäden in zweistelliger Millionenhöhe. Der ansässigen Musikwirtschaft gingen demnach etwa 26 Millionen Euro verloren, der Filmwirtschaft rund 22 Millionen Euro. Deutschlandweit führe dies laut der Studie zu einem Schaden von insgesamt mehr als 680 Millionen Euro, wobei 524 Millionen Euro auf die Musikwirtschaft und 156 Millionen Euro auf die Filmwirtschaft entfielen. Wissenschaftler der Universität Hamburg und der Bauhaus-Universität Weimar hatten im Jahr 2007 die Verluste der Filmwirtschaft auf circa 193 Millionen Euro beziffert.
Eine mit wissenschaftlichen Methoden (Hypothesenmodell, Z-Transformation) arbeitende Analyse, welche die statistischen Zahlen des Bundesverbandes Musikindustrie für den Zeitraum von 2003 bis 2009 miteinander verglich und auswertete, kam zu dem Ergebnis, dass es „in den Daten der Musikindustrie keinen statistisch relevanten Zusammenhang zwischen illegalen Downloads und CD-Verkäufen“ gäbe.

## Kritik am Begriff „Raubkopie“
Der Begriff „Raubkopie“ wird oft als ungenau und übertrieben bezeichnet. Das Wort beinhalte den Vorwurf eines Raubes, also ein Verbrechen im Sinne des StGB, was von der Kampagne Raubkopierer sind Verbrecher auch so transportiert wurde: die Werbespots, die sich an die Verbraucher richteten und vor allem auch in Kinos liefen, suggerierten, dass man als „Raubkopierer“ mit einer Strafe von bis zu 5 Jahren Haft rechnen müsse. Dies wurde jedoch als irreführend kritisiert, da sich diese gesetzlich im deutschen Urheberrecht verankerte Höchststrafe (§ 108a UrhG) an gewerbliche Schwarzkopierer richtet. Abseits davon verwendete selbst der Verband Zukunft Medien Marketing, von dem diese Werbespots initiiert wurden, die Bezeichnung „illegale Kopien“.
Rhetorisch betrachtet handelt es sich bei den Worten „Rauben“ im Sinne von Diebstahl unter Gewaltanwendung und „Kopieren“ um Gegensätze und sich somit ausschließende Begriffe, was das Wort „Raubkopie“ zum Widerspruch in sich selbst macht – also zu einem Oxymoron.
Auch wird das Wort „Schwarzkopie“ als weniger wertende Bezeichnung für die illegale Kopie angesehen als das Wort „Raubkopie“. Argumentiert wird, dass es analog dazu Begriffe wie „Schwarzfahren“ und „Schwarzarbeit“ gibt, die wie die illegale Kopie ebenfalls ein Vergehen (und kein Verbrechen) beschreiben.